# Brezylka nadobna
Brezylka nadobna (Caesalpinia pulcherrima) – gatunek rośliny z rodziny bobowatych (Fabaceae) z podrodziny brezylkowych (Caesalpinioideae). Pochodzenie niepewne, być może Antyle. Roślina naturalizowana we wszystkich rejonach tropikalnych.

## Morfologia
PokrójKrzew do 3 m, rzadziej niewielkie drzewo osiągające do 6 m wysokości.
LiściePodwójnie pierzaste, naprzemianległe, o długości do 30 cm. Składają się z około 3-9 podługowatych listków pierwszego rzędu, każdy składa się z kolei z 6-12 par listków drugiego rzędu 1-3 cm.
KwiatyDługoszypułkowe, w prostych gronach. Kwiatostany do 40 cm długości. Kwiaty jaskrawoczerwone, część z kwiatów z żółtym obrzeżeniem, górny z 5 płatków korony zazwyczaj żółty. Szyjka słupka i pręciki lekko wygięte ku górze, wystają z kwiatu nawet do 10 cm.
OwocePłaskie brązowe strąki długości do 12 cm, pękające na dwie części.

## Zastosowanie
Sadzony jako drzewo ozdobne w parkach i przy ulicach.

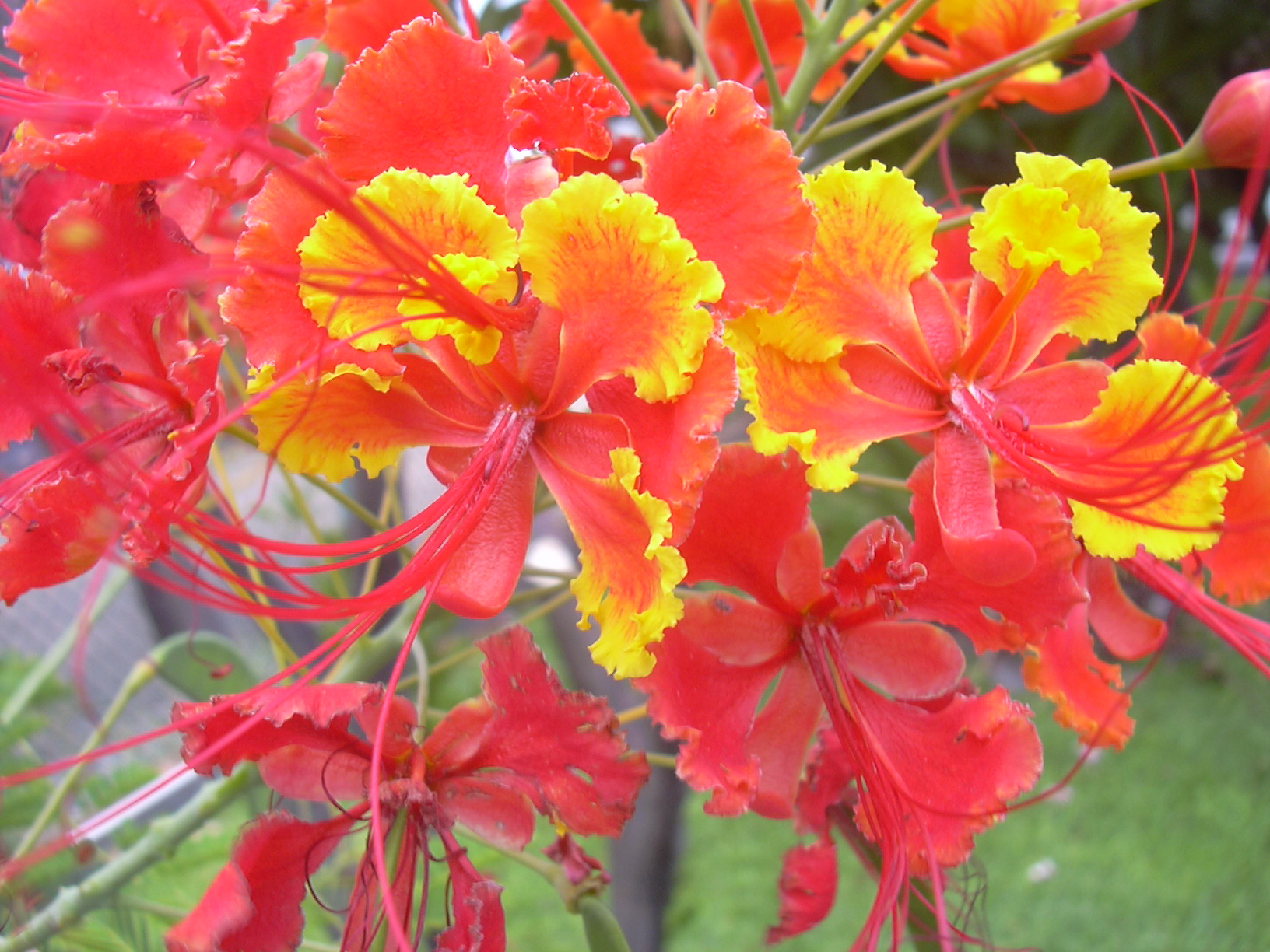
Kwiaty